# Le Top 50 du rire
Le Top 50 du rire est une émission de télévision de divertissement française produite par DMLS TV diffusée sur TF1. 
Elle a été présentée par Christophe Dechavanne jusqu'en 2004, par Bruno Roblès jusqu'en février 2007, puis par Jean-Luc Reichmann (à partir du 24 novembre 2007), et en 2009 par Pierre Palmade et Michèle Laroque.

## Quelques Audiences
| Date de diffusion | Chaîne | Animateur(s)                      | Audiences | Part d'audience | Classement de la soirée |
| ----------------- | ------ | --------------------------------- | --------- | --------------- | ----------------------- |
| 9 janvier 2004    | TF1    | Bruno Roblès                      | 7 000 000 | 32,7 %          | 1er                     |
| 21 janvier 2005   | TF1    | Bruno Roblès                      | 6 900 000 | 32,6 %          | 1er                     |
| 9 février 2007    | TF1    | Bruno Roblès                      | 6 390 840 | 28,5 %          | 1er                     |
| 24 novembre 2007  | TF1    | Jean-Luc Reichmann                | 5 668 000 | 28 %            | 1er                     |
| 1er janvier 2008  | TF1    | Jean-Luc Reichmann                | 6 000 000 | 25,9 %          | 1er                     |
| 6 février 2009    | TF1    | Pierre Palmade et Michèle Laroque | 5 465 000 | 24,4 %          | 1er                     |

## Sources
http://www.leblogtvnews.com/article-14068264.html
http://www.toutelatele.com/6-millions-pour-le-top-50-ans-du-rire-9085
http://tele.premiere.fr/News-Tele/Audiences-TV-Le-top-50-du-rire-en-tete-des-audiences-1703348